# Strix omanensis
Hù Omani là một loài cú thuộc Họ Cú mèo mới được phát hiện ở Oman.